# روشن‌بینی
روشن‌بینی عبارت است از درک اشیا یا رویدادهایی که برای حس‌های پنجگانه، هیچ‌گونه محرکی که قابل احساس باشد را ارائه نمی‌دهد. روشن‌بینی در زبان فارسی جا افتاده‌است و به معنای واقعی واژهٔ clair به معنای روشن و voyance به معنای بینایی و بینش است. به کسی که توانایی روشن‌بینی داشته باشد، clairvoyant می‌گویند، یعنی کسی که روشن و واضح می‌بیند.